# バランカベルメハ
バランカベルメハ（スペイン語: Barrancabermeja）は、コロンビア中央部のサンタンデール県第2の都市。
県都ブカラマンガの西部110kmに位置する。
2017年6月30日の人口は17万3400人。

## 概要
- 設立：1536年
- 産業：石油、畜牛
- 標高：75m
- 人口密度：186/km²
- ニックネーム：コロンビアの石油の中心地